# Госельм
Госе́льм (фр. Gaucelm) (казнён в 834) — первый известный по имени граф Руссильона (800—832), также граф Ампурьяса (817—832), граф Разеса и Конфлана (827—832), представитель династии Гильемидов.

## Биография
Госельм был старшим сыном графа Тулузы Гильома Желонского от его второго брака с франкой Витбергой. Его единокровными братьями были будущие графы Барселоны Бера и Бернар. Однако, если с Бернаром Госельма всю его жизнь связывали дружественные отношения, то к Бере, согласно исследованиям историков, Госельм испытывал враждебные чувства, вероятно, основанные на соперничестве младших детей Гильома Желонского, Бернара и Госельма, со старшим братом и наследником, Берой.
Впервые Госельм упоминается в современных ему документах 14 или 15 декабря 804 года в хартии графа Гильома об основании монастыря в Желоне. Предполагается, что около 790 года он получил от отца в управление графство Руссильон, которым сначала правил как наместник графа Тулузы, а с 800 года — как вассал короля Аквитании Людовика Благочестивого. В этом качестве Госельм упоминается вторым, после графа Барселоны и маркграфа Готии Беры, по знатности франкским графом Испанской марки в хартии императора Запада Карла Великого, датированной 2 апреля 812 года. В документе император приказывал графам пограничных с владениями мусульман областей Франкского государства прекратить притеснения готских переселенцев из Испании, снизить налагаемые на них государственные налоги и отказаться от практики захватов принадлежавших им земель. Контроль за выполнением этого указа Карл Великий возлагал на своего сына, короля Аквитании Людовика, и на архиепископа Арля Иоанна II. Впоследствии, хартии в поддержку этих переселенцев давал и император Людовик I Благочестивый (в 815 и 816 годах).
В 817 году Людовик Благочестивый отдал Госельму графство Ампурьяс, которым ранее управлял граф Эрменгер. С этого времени влияние Госельма в Испанской марке и при дворе императора значительно увеличилось, что позволило ему способствовать лишению своего брата Беры всех его владений. В феврале 820 года на заседании государственного совета в Ахене приближённый Госельма, Санила, обвинил Беру в государственной измене. В состоявшемся по обычаям того времени судебном поединке, Санила одержал победу, граф Бера был признан виновным и приговорён к ссылке. Новым графом Барселоны и маркграфом Септимании был назначен Рампо, а в феврале 826 года эти владения получил Бернар, брат Госельма. Таким образом, два брата-союзника, Бернар Септиманский и Госельм, стали контролировать большинство юго-восточных областей Франкского государства.
В 827 году, после подавления мятежа сына Беры Гильемунда, к Госельму перешли также и его владения, графства Разес и Конфлан. Во время отсутствия в Испанской марке графа Бернара, находившегося при дворе императора Людовика, в апреле 829 — апреле 830 года Госельм управлял также и владениями своего брата, фактически, являясь правителем всей Септимании. В это время власть Госельма распространялась на графства Агд, Ампурьяс, Барселона, Безье, Конфлан, Мелгёй, Нарбонна, Разес и Руссильон, а также паги Бесалу, Ним и Юзес. В качестве графа Руссильона и Ампурьяса Госельм содействовал в 819 году основанию монастыря Сант-Гени-де-Фонтанис, а в 823 году получил от императора Людовика иммунную грамоту для монастыря Сант-Андре-де-Суреда в епархии Эльна.
Однако с момента назначения Людовиком I Благочестивым своего младшего сына Карла правителем Готии и части Аквитании, отношения брата Госельма, Бернара Септиманского, с императором резко ухудшились. Под угрозой потери владений в октябре 831 года Бернар стал инициатором мятежа против императора Людовика одного из его старшиих сыновей, короля Аквитании Пипина I. К ним присоединился и граф Госельм. Для подавления мятежа в начале 832 года император направил в Испанскую марку большую армию под командованием маркграфа Тулузы Беренгера Мудрого, который разбил войско мятежников, занял графства Руссильон, Разес и Конфлан и 2 февраля достиг Эльны. После этого владения Госельма ограничились одним Ампурьясом, где граф продолжил оказывать сопротивление войску графа Беренгера. В первой половине этого же года Людовик I направил в Септиманию missus dominicus («государевых посланцев») во главе с аббатом Фонтенельского монастыря Ангенисом, которые признали Госельма и Бернара виновными в государственной измене. Однако Ангенис от имени императора дал мятежникам гарантии их личной безопасности и осенью Госельм, вместе с Пипином I Аквитанским и Бернаром Септиманским, явился с повинной в Ахен, где предстал перед судом императора. Людовик I Благочестивый сохранил жизнь мятежникам, но лишил их всех их владений и отправил в ссылку. Новым правителем Руссильона, Ампурьяса, Разе и Конфлана стал Беренгер Мудрый, получивший также титул маркграфа Септимании и графа Барселоны. Местом ссылки Госельма стали его личные владения в Бургундии, куда он отправился вместе со своим верным приближённым Санилой.
О жизни Госельм в изгнании ничего неизвестно. В следующий раз он упоминается в 834 году уже как сторонник Людовика I Благочестивого и противник императорского сына, короля Италии Лотаря I, ведшего в это время войну против своего отца. Историки связывают переход Госельма в лагерь бывших противников с его желанием добиться прощения у императора и возвратить себе конфискованные у него ранее владения. В феврале 834 года Госельм, вместе с аббатом монастыря Сант-Жермен-де-Флай Адребальдом, упоминается в качестве посла графов Верина и Беранара Септиманского, который безуспешно требовал от Лотаря освобождения его отца, императора Людовика. Позднее в этом же году король Лотарь I подступил с войском к Шалону-на-Соне, находившемуся в руках сторонников Людовика Благочестивого. После пятидневной осады город был взят, разграблен и полностью сожжён. Среди захваченных в плен были Госельм и Санила, которых по приказу Лотаря обезглавили. Казнена была и сестра Госельма, монахиня Герберга, которую, обвинив в колдовстве и отравительстве, посадили в бочку из-под вина и утопили в реке Сона.